# Vreed en Hoop
Vreed en Hoop es una localidad en la desembocadura del Río Demerara en su margen izquierda, en la región de Islas Essequibo-Demerara Occidental de Guyana, ubicada en el nivel del mar. En esta localidad se ubica el Concejo Democrático Regional, convirtiéndolo en el centro administrativo de la región. También cuenta con una comisaría, un tribunal y una oficina de correo.
Vreed en Hoop abarca algunas comunidades más pequeñas, entre ellas New Road, Plantain Walk, Crane y Coglan Dam. El nombre de la localidad  proviene del idioma neerlandés "Vreed en Hoop", que significa "Paz y Esperanza". La localidad fue fundada por A. Rahman (cambiado a Rayman por los británicos), un sirviente contratado que ganó la tierra en una subasta.
Los barcos de pasajeros (lanchas rápidas) atraviesan el río Demerara que une Vreed en Hoop con la ciudad capital de Georgetown en unos cinco minutos, mucho más rápido que usando el Puente del Puerto de Demerara. Por seguridad, los pasajeros deben usar los chalecos salvavidas provistos. La concurrida terminal conecta a los viajeros con la carretera West Bank Demerara hasta Parika, con automóviles y minibuses que recorren las rutas. Vreed en Hoop también consta de un mercado y otras tiendas comerciales. Tiene un instituto educativo para niños y una universidad donde los profesores van a formarse.